# Мовне законодавство
Мовне законодавство — це сукупність чинних законів держави, окремі статті Конституції, які регулюють мовну ситуацію, щоб запобігти конфліктам.

## Опис
Мовне законодавство є частиною мовної політики - сукупності ідеологічних постулатів і практичних дій, спрямованих на регулювання мовних відносин у країні або на розвиток мовної системи у певному напрямі. Основою мовного законодавства для кожної країни є мовний закон, який утверджує одну або кілька мов у статусі державної, а також захищає мови національних меншин. Мовне законодавство є одним із найважливіших чинників формування демократії та дотримання мовних прав усіх громадян у країні. Відомо, що після II світової війни Рада ООН долучила пункт про мовні права у загальний перелік прав людини, тож їхній захист став одним із ключових аспектів роботи ООН. 
5 листопада 1992 року у Стразбурзі члени Ради Європи підписали Європейську хартію регіональних або міноритарних мов ( в українському перекладі - мов меншин, що допускає неточність у трактуванні основних положень документу). Метою Хартії є захист і розвиток мов, які знаходяться на межі зникнення, та збереження мовної цілісності.  В Україні Хартію ратифікували у 2003 році. 

## Мовне законодавство в Україні

### Історичний аспект
- Конституція України - 28.06.1996

Першим положенням, що регулювало мовне становище в Україні та забезпечувало українській мові , була 10 стаття І Розділу Конституції України від 28.06.1996. Згідно неї, державною мовою в Україні утверджувалась виключно українська мова. 
- Рішення Конституційного Суду України - 14.12.1999

У 1999 році 55 народних депутатів здійснили два конституційних подання щодо офіційного тлумачення окремих положень статті 10 Конституції України стосовно обов'язковості застосування державної мови органами державної влади і місцевого самоврядування, їх посадовими особами, а також у навчальному процесі в державних навчальних закладах України. 
Суд установив, що положення Конституції України зобов'язують застосовувати державну - українську мову як мову офіційного спілкування посадових і службових осіб при виконанні ними службових обов'язків, в роботі і в діловодстві тощо органів державної влади, представницького та інших органів Автономної Республіки Крим, органів місцевого самоврядування, а також у навчальному процесі в державних і комунальних навчальних закладах України. Водночас, держава повинна сприяти захисту та розвитку мов усіх корінних народів національних меншин України. 
- Європейська Хартія регіональних мов або мов меншин - 15.05.2003

15 травня в Україні ратифікували Хартії регіональних мов, зробивши це з порушеннями. Український переклад тексту здійснювався з російського документу, а не з оригіналу, що породило багато неточностей у термінології. Зокрема, термін  minority language в українському варіанті перекладений як “мова меншин”, однак правильне тлумачення звучить як “мова, що вимирає”. Через неправильний переклад в український текст Хартії внесли мови, які є достатньо поширеними та не знаходяться на межі вимирання (білоруську, болгарську, молдавську, німецьку, польську, російську, румунську, словацьку й угорську), а також неправильні назви мов: білоруської, болгарської, гагаузької, грецьку (замість новогрецької) та єврейську (замість ідиш). Натомість мов, які справді потребують захисту (ромської, кримчацької та караїмської) не було включено. 
Прийняття закону теж відбувалося з порушеннями, оскільки він не був включений до порядку денного пленарного засідання. 
- Закон України “Про засади державної мовної політики” №9073 - 3.07.2012

Прийняття закону у 2012 році відбулось з порушенням законодавчих норм, норм регламенту прийняття законів та їх попереднього розгляду. Цей закон мав двох авторів: Вадима Колесніченка та Сергія Ківалова. Закон розширював межі побутування регіональних мов, які певний осередок має право обирати, якщо займає 10% населення в регіоні, а в окремих випадках цей показник є необов’язковим. Трактування терміна «рідна мова» в проекті закону є досить суперечливим, адже в ньому сказано: « рідна мова – це перша мова, якою особа оволоділа в ранньому дитинстві». Тобто людина може назвати рідною мову будь-якої країни, якщо за якихось причин саме нею першою він оволодів.
Після прийняття закону у Донецькій, Запорізькій, Луганській, Миколаївській, Одеській, Дніпропетровській, Харківській  та Херсонській областях, а також у Криму та Севастополі російську було визнано регіональною. Берегівський та Виноградівський район у Закарпатській області регіональною мовою обрали угорську. 10 населених пунктів (Нижні Петрівці, Їжівці,  Волока, Остриця, Буда, Магала, Прут, Тарасівці, Біла Церква (Закарпатська область), Нижня Апша) Чернівецької і Закарпатської областей з усім Тячівським районом встановили регіональними мовами румунську та молдавську. Болгарська та гагаузька мови стали регіональним мовами Болградського району (Одеська область). Кримськотатарську мову встановили регіональною для Автономної Республіки Крим та смт Новоолексіївка (Херсонська область). З них відмінили російську як регіональну лише 3 області: Харківська, Херсонська та Миколаївська та 2 населених пункти в Чернівецькій області. 
У 2018 році закон був визнано антиконституційним. 
- Закон України “Про внесення змін до деяких законів України щодо захисту інформаційного телерадіопростору України” - 05.02.2015

Закон вимагає від телерадіоорганізацій, аби 75% продукту на загальнонаціональний та регіональних телеканалах було україномовним, а на місцевих - 60%. Його вводили в дію впродовж 3 етапів, тож перехідний етап склав 3 роки. У повному обсязі закон запрацював лише у 2018 році.  
Закон чітко регулює використання мов у аудіосупроводі фільмів:
- Телерадіоорганізації повинні транслювати усі фільми (що не є їхнім власним продуктом) виключно державною мовою – за винятком тих, що відзняті до 1 серпня 1991 року.
- Фільми, які створені у час СРСР не російської і не українською мовами, однак мають російський дубляж, повинні бути перекладені державною мовою.
- Трансляції фільмів недержавною мовою повинні мати україномовне субтитрування.
Окрім регулювання мовного співвідношення в теле- та радіоефірі, закон забороняє використання та розповсюдження телепередач,  виготовлених  після  1  серпня 1991 року, які містять відкриту пропаганду дій країни-агресора або підтримують (виправдовують) окупацію територій України. Закон також забороняє трансляцію фільмів і програм за участі осіб, внесених до «Переліку  осіб,  які  створюють  загрозу національній безпеці».
- Закон України “Про засудження комуністичного та націонал-соціалістичного (нацистського) тоталітарних режимів в Україні та заборону пропаганди їхньої символіки” -09.04.2015

Стаття цього закону доповнювала текст закону про “мовні квоти” та забороняла розповсюджена аудіо- та візуальних матеріалів, що містять пропаганду у яких заперечується або виправдовується злочинний характер комуністичного тоталітарного режиму 1917-1991 років в Україні, злочинний характер націонал-соціалістичного (нацистського) тоталітарного режиму. Заборонено поширювати матеріали, у яких створюється позитивний образ осіб, які обіймали керівні посади у комуністичній партії (посаду секретаря районного комітету і вище), вищих органах влади та управління СРСР, УРСР (УСРР) тощо. 
- Закон України “Про державну службу” - 10.12.2015

Згідно положень закону, Конституцією України українській мові надано статус мови офіційного спілкування посадових осіб державних органів та органів місцевого самоврядування під час виконання посадових обов’язків, а також мови діловодства і документації цих органів та посадових осіб. 
- Закон України “Про внесення змін до деяких законів України щодо частки музичних творів державною мовою у програма теле- та радіоорганізацій” - 16.06.2016

Прийнятий закон зобов’язує телерадіоорганізації при здійсненні радіомовлення забезпечувати частку пісень державною мовою не менше 35% від загального обсягу пісень, поширених протягом доби, зокрема, не менше 35% від загального обсягу пісень, поширених у кожному проміжку часу з 7:00 до 14:00 та з 15:00 до 22:00.
- Указ про Десятиріччя української мови №156 - «Про невідкладні заходи щодо зміцнення державного статусу української мови та сприяння створенню єдиного культурного простору України» - 31.05.2018

Цей указ спрямований на покращення становища української мови в усіх сферах суспільства. Він забезпечує десятирічну підтримку книговидавничої справи, а також розвиток електронної словникової бази та вільний доступ до неї для усіх громадян; проведення конкурсів на створення медійних продуктів державною мовою, заохочення молоді до вивчення української мови; забезпечення прав громадян на одержання інформації державною мовою – в тому числі, закордоном та ін. 

### Сучасний стан
У 2018 році Верховна Рада ухвалила новий мовний закон - «Про забезпечення функціонування української мови як державної» №5670-д. Новий закон забезпечує регулювання проблемних питань мовного становища в Україні: 
- Створення мережі державних курсів з вивчення української мови для осіб без громадянства та іноземців, оскільки однією із вимог отримання громадянства є знання державної мови.
- Запровадження системи рівнів володіння українською мовою міжнародного стандарту, який присвоюватимуть після складання відповідного іспиту.
- Регулювання мови спілкування держслужбовців під час виконання службових обов’язків (депутатів, суддів, осіб офіцерського складу, прокурорів, адвокатів, медпрацівників тощо).
- Під час засідань та міжнародних зустрічей будь-яка іноземна мова повинна дублюватися державною.
На відміну від попередніх мовних законів, у тексті ухваленого закону передбачено штраф за знущання з державної мови та за недотримання норм цього закону. У травні 2019 року президент України підписав цей закон.